# РД-173
РД-173 (РД-171М) — жидкостный ракетный двигатель, разработанный КБ «Энергомаш». Представляет собой модификацию двигателя РД-171. По сравнению с РД-171 несколько увеличена тяга (на 5 %), переделаны агрегаты подачи топлива (в первую очередь, основной ТНА) и система регулирования (не используются дроссели окислителя, что серьёзно упростило конструкцию двигателя, снизило массу и повысило надёжность). Смесительные головки выполнены приварными, в отличие от фланцевого соединения в двигателях РД-170 и РД-171 (это с связано с положительной статистикой работы газогенераторов, в РД-170/РД-171 предусматривалась возможность быстрой замены головки после контрольно-технологического испытания).
Применяется в ракете-носителе среднего класса семейства Зенит-2.
В 2017 году «НПО Энергомаш» приступило к созданию двигателя РД-171МВ для первой ступени новой ракеты-носителя среднего класса «Союз-5» и ракеты-носителя сверхтяжёлого класса.